# Hedypnois rhagadioloides
Hedypnois rhagadioloides là một loài thực vật có hoa trong họ Cúc. Loài này được (L.) F.W.Schmidt mô tả khoa học đầu tiên năm 1795.